# 北沃德爾 (密蘇里州)
北沃德爾（英語：North Wardell）是位於美國密蘇里州佩米斯科特縣的非建制地區。此地原為佩米斯科特的村，於2007年併入沃德爾。

## 地理
北沃德爾所處的海拔為高於海平面83米（即272英呎），而該地所採用的時區為UTC-6，即北美中部時區（CST）。同時該地設有夏令時間，為UTC-6調快一小時，即UTC-5（CDT）。